# Семар, Пьер
Пьер Сема́р (фр. Pierre Semard, 15 февраля 1887 года — 7 марта 1942 года) — деятель французского и международного коммунистического движения. Один из основателей Французской коммунистической партии (ФКП), её генеральный секретарь (1924—1929).

## Биография
Родился 15 февраля 1887 года в Браньи-сюр-Сон, департамент Сона и Луара в семье железнодорожных рабочих. Детские годы провёл в Вильнёв-сюр-Йонн, департамент Йонна. Пошёл по стопам родителей, с 13 лет также начав работать на железной дороге.
С 1906 года принимал активное участие в профсоюзном движении. В 1916 году вступил во Французскую секцию Рабочего интернационала (СФИО). В 1920 году стал одним из основателей Французской коммунистической партии (ФКП).
В 1921—1922 годах — генеральный секретарь профсоюза железнодорожников, в 1922—1924 и 1933—1936 — генеральный секретарь объединённого профсоюза железнодорожников.
В 1924—1929 годах — генеральный секретарь ЦК ФКП, После отставки с поста генсека остался членом Политбюро ЦК ФКП и (до 1932 года) членом Исполнительного комитета Коммунистического интернационала. Был соратником Г. Монмуссо, сторонником тактики единого фронта с социалистами. Критиковал войну Франции и Испании против Рифской республики. Неоднократно подвергался арестам. Как руководитель ФКП обвинялся в разжигании гражданской войны после расстрела на улице Дамремон.
В 1935 году был избран депутатом Генерального совета департамента Сена.
С 1936 года — генеральный секретарь Единой федерации железнодорожников Франции и Алжира, член Исполкома Всеобщей конфедерации труда. Поддержал политику национализации железных дорог правительством Л. Блюма. Оказывал помощь республиканцам в период Гражданской войны в Испании (1936—1939).
В октябре 1939 года, вскоре после начала Второй мировой войны, Семар был арестован за принадлежность к ФКП. В апреле 1940 года его лишили депутатского мандата и приговорили к трём годам тюрьмы. 6 марта 1942 года вишистский режим передал Семара германским властям, на следующий день он был расстрелян. В марте 1945 года перезахоронен в Париже на кладбище Пер-Лашез.

## Семья
Супруга (с 1909 года) — Джульетта Семар, урождённая Контье (1895—1979). После ареста мужа депортирована в концлагерь Равенсбрюк, откуда освободилась только после окончания войны. После смерти похоронена на кладбище Пер-Лашез рядом с мужем.
Дочь — Иветт Семар, активная участника французского Сопротивления. Была арестована оккупационными властями вместе со своим товарищем Андре Бертло.

## Память
В честь Пьера Семара назван ряд улиц и площадей во Франции.

## Сочинения
- «Pour le Front unique des transports», 1923
- «La guerre du Rif», 1926.
- «Histoire de la Fédération des cheminots», 1934.
- «Transports en commun bon marché», 1936.